# Gare de Moret – Veneux-les-Sablons
Gare de Moret - Veneux-les-Sablons – stacja kolejowa w Veneux-les-Sablons, w Lesie Fontainebleau, 1,5 km od Thomery, w departamencie Sekwana i Marna, w regionie Île-de-France, we Francji.
Została otwarta w 1858 przez Compagnie du chemin de fer Paris-Lyon-Méditerranée (PLM). Dziś jest stacją Société nationale des chemins de fer français (SNCF), obsługiwaną przez pociągi linii R Transilien z Paryża do Lyonu. Obsługuje gminy Veneux-les-Sablon i Moret-sur-Loing.

## Położenie
Znajduje się na wysokości 71 m n.p.m., na 66,780 km linii Paryż – Marsylia. Ze stacji wychodzi linia kolejowa do Lyonu przez Roanne i Saint-Étienne.

## Historia
Podczas budowy linii do Dijon (1851) i Marsylii (1856), powstała lokalna stacja w Saint-Mammès (o nazwie Moret – Saint-Mammès). Dopiero powstanie linii do Clermont-Ferrand w 1858, przyczyniło się do zbudowania stacji Moret - Les Sablons zaprojektowanej przez architekta François-Alexis Cendriera, autora wielu innych stacjach dla spółki PLM.
Tory na stacji zostały zelektryfikowane w 1950 roku.
Nazwa stacji została zmieniona w 1970 roku na Moret - Veneux-les-Sablon (lub Moret - Veneux - Les Sablons używana przez władze gminne).

## Usługi
Stacja jest obsługiwana przez pociągi linii R Transilien z Paryża do Lyonu, Intercités i TER Bourgogne.
Transport drogowy jest obsługiwany przez:
- linie 1, 2, 4, 6, 8 i 10 Réseau de bus Comète
- linie 905A1, 905A2 i 909C Réseau de bus STILL